# Amberian Dawn
Amberian Dawn est un groupe de power metal symphonique finlandais à voix féminine lyrique, formé en 2006 par Tuomas Seppälä et Tommi Kuri. Ils réaliseront les premières parties des concerts du groupe Epica lors de leur tournée européenne en novembre 2008, ce qui contribuera en grande partie à les faire connaître en dehors des frontières de la Finlande.

## Biographie

### Débuts (2004–2007)
Tuomas Seppälä, Tommi Kuri et Peter James Goodman faisaient partie d'un groupe de metal néo-classique nommé Virtuocity. En 2004, à la suite de la dislocation de celui-ci, ces trois derniers forment le groupe de metal progressif, Atheme One, tout en étant rejoints par Heikki Saari (percussions), Tom Sagar (claviers), et Sampo Seppälä (guitare). Mais le groupe n'était pas encore stabilisé. En effet, Peter James Goodman était occupé avec d'autres projets musicaux, et les chansons que composaient Tuomas ne s'accordaient plus avec le style initial du groupe.
C'est ainsi que Tuomas et Tommi se mettent à la recherche d'une chanteuse lyrique, pour en trouver une en été 2006 du nom de Heidi Parviainen. Cette dernière faisait auparavant partie du groupe de heavy metal Iconofear, dans lequel elle était claviériste et chanteuse de fond depuis plusieurs années. Heidi était exactement ce que Tuomas et Tommi attendaient: en plus de chanter avec une grande facilité, elle écrit les paroles de chansons. C'est ainsi qu'Amberian Dawn est formé, et le groupe commence à enregistrer deux premières chansons demo de leur futur album : Evil Inside Me et River of Tuoni. Entretemps, Heikki Saari et Sampo Seppälä quittent le groupe, pour être respectivement remplacés par Joonas Pykälä-Aho et Kasperi Heikkinen (du groupe Merging Flare).

### River of Tuoni(2008)
Après plus de six mois d'enregistrement, le premier album du groupe, River of Tuoni sort en janvier 2008 en Finlande, et en juin 2008 dans 17 pays européens, en plus de certains pays asiatiques. Le clip de la chanson éponyme de l'album; River of Tuoni, est également tourné en mars 2008, puis est diffusé à la télévision finlandaise en mai 2008. Il atteint la 36e place des classements finlandais.
En octobre/novembre 2008, Amberian Dawn fait sa tournée européenne en tant que première partie du groupe de metal symphonique néerlandais Epica, à travers 8 pays différents. Le groupe en profitera pour dévoiler et jouer la première chanson de leur deuxième album à venir, nommée Shallow Waters. Une vidéo souvenir y sera également réalisée, utilisant la chanson My Only Star, et regroupant des images de quelques fans et du groupe sur scène. Après la tournée européenne, Tom Sagar quittera le groupe pour des raisons personnelles. Tuomas le remplacera alors à temps plein aux claviers (enregistrement studio / scène), et Emil Pohjalainen, surnommé Emppu, rejoindra rapidement le groupe en tant que guitariste. Il ne participera cependant pas à l'enregistrement de The Clouds of Northland Thunder, le deuxième album du groupe, et Tuomas participera aux soli de guitare présents dans certaines chansons de celui-ci.

### The Clouds of Northland Thunder(2009)

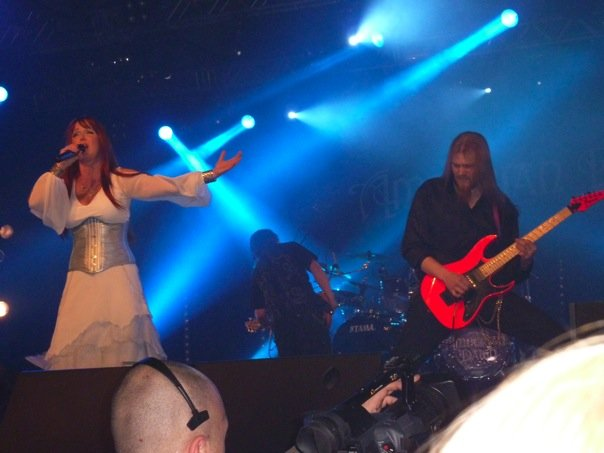
Amberian Dawn au Metal Female Voices Fest, en 2009.

La notoriété du groupe grandit au fur et à mesure des mois, et Amberian Dawn est ainsi sélectionné pour participer au Sweden Rock Festival en juin 2009 à Sölvesborg, et aux Metal Female Voices Festival, en octobre 2009 à Wieze, en Belgique. The Clouds of Northland Thunder est sorti en mai en Finlande, et en juin dans le reste de l'Europe; un clip de la première chanson de l'album, He Sleeps in a Grove, est également tourné, et la chanson est diffusée sur les ondes de radio finlandaises. En octobre et novembre 2009, Amberian Dawn fait une nouvelle tournée européenne de nouveau en première partie du groupe de metal symphonique Epica.

### DeEnd of EdenàCircus Black(2010–2012)
Le 20 octobre 2010 sort le troisième album du groupe, End of Eden. Les illustrations sont tirées de la Bible, et un clip est tournée pour Arctica, un des titres de l'album.
Le 29 février 2012 sort le quatrième album du groupe, Circus Black. Un clip vidéo est tourné pour le morceau Cold Kiss où la chanteuse Heidi Parviainen chante en duo avec Timo Kotipelto (actuellement chanteur du groupe de power metal Stratovarius)

### Magic Forest(2014)
Amberian Dawn sort une compilation avec Capri au chant. Un nouvel album studio, Magic Forest, sort dans le monde entier à l'été 2014.

### Innuendo(2015)
Un nouvel album, Innuendo, est publié dans le monde entier le 23 octobre 2015 au label Napalm Records. Une tournée européenne avec Delain and The Gentle Strom suivra juste après sortie de l'album.

## Membres

### Membres actuels
- Tuomas Seppälä – claviers, guitare (depuis 2006)
- Joonas Pykälä-aho – batterie (2006–2010, depuis 2012)
- Emil « Emppu » Pohjalainen – guitare (2008–2010, depuis 2012)
- Päivi « Capri » Virkkunen – chant (depuis 2012)
- Jukka Hoffren - basse (depuis 2015 ; session 2014)

### Anciens membres
- Sampo Seppälä – guitare (2006–2007)
- Tom Sagar – claviers (2006–2008)
- Heikki « Joey Edith » Saari – batterie (2010–2012)
- Tommi Kuri – basse (2006–2010) (décédé le 1er janvier 2015)[6]
- Heidi Parviainen – chant (2006–2012)
- Kasperi Heikkinen – guitare (2007–2012)
- Jukka Koskinen – basse (2010–2013)
- Kimmo Korhonen – guitare (2010–2015)
- Peter James Goodman - chant (2006)